# ماو (اتار پرادش)
شهر ماو (به انگلیسی: Mau) با جمعیت ۲٬۲۰۵٬۱۷۰ نفر (در سال ۲۰۱۱) در ایالت اوتار پرادش در کشور هند واقع شده‌است.